# Liste der Kulturgüter in Oberdiessbach
Die Liste der Kulturgüter in Oberdiessbach enthält alle Objekte in der Gemeinde Oberdiessbach im Kanton Bern, die gemäss der Haager Konvention zum Schutz von Kulturgut bei bewaffneten Konflikten, dem Bundesgesetz vom 20. Juni 2014 über den Schutz der Kulturgüter bei bewaffneten Konflikten sowie der Verordnung vom 29. Oktober 2014 über den Schutz der Kulturgüter bei bewaffneten Konflikten unter Schutz stehen.
Objekte der Kategorien A und B sind vollständig in der Liste enthalten, Objekte der Kategorie C fehlen zurzeit (Stand: 28. März 2024). Unter übrige Baudenkmäler sind geschützte Objekte zu finden, die im Bauinventar des Kantons Bern als «schützenswert» verzeichnet sind.

## Kulturgüter
| Foto |                                                                               | Objekt                                             | Kat. | Typ | Standort                                 | Beschreibung |
| ---- | ----------------------------------------------------------------------------- | -------------------------------------------------- | ---- | --- | ---------------------------------------- | --- |
| ja   | Datei hochladen · Wikidata zu Landsitz Diessenhof mit Nebenbauten (Q19362676) | Landsitz Diessenhof mit Nebenbauten KGS-Nr.: 01136 | A    | G   | Lindenstrasse 20–24 614001 / 187138      | Der um 1740 erbaute Landsitz ist ein repräsentativer quaderförmiger Bau unter hohem Vollwalmdach, dessen Fassaden gepflegte Sandsteingliederungen besitzen. Westseitig tiefe, doppelgeschossige Laube mit kräftigen Säulen im Erdgeschoss und Balusterbrüstung im Obergeschoss. Zur Baugruppe gehören auch ein Bauernhaus (3. Viertel 19. Jahrhundert), ein Holzschopf mit Speicher (1. Hälfte 19. Jahrhundert), ein Ofenhaus (19. Jahrhundert) und ein Stöckli (frühes 19. Jahrhundert).                               |
| ja   | Datei hochladen · Wikidata zu Familienkapelle von Wattenwyl (Q19362675)       | Familienkapelle von Wattenwyl KGS-Nr.: 01137       | A    | G   | Burgdorfstrasse 6a 613786 / 187676       | Die in den Jahren 1671 bis 1679 südseitig an den Chor der Dorfkirche angebaute Familienkapelle des Berner Patriziergeschlechts von Wattenwyl ist ein für den Kanton Bern einzigartiges Bauwerk. Sie besitzt eine schöne Sandsteingliederung, eine Sonnenuhr, ein barockes Masswerkfenster und ein elegantes Mansardwalmdach. An der südlichen Innenwand steht das monumentale Grabmal des Bauherrn Albrecht von Wattenwyl aus vergoldetem Sandstein mit einer lebensgrossen vollplastischen Sitzfigur des Verstorbenen. |
| ja   | Datei hochladen · Wikidata zu Neues Schloss (Q1980415)                        | Neues Schloss KGS-Nr.: 09502                       | A    | G   | Schloss-Strasse 50 614299 / 187549       | Das von 1666 bis 1668 im Spätrenaissance-Stil erbaute Schloss der Patrizierfamilie von Wattenwyl ist der erste rein französisch geprägte Landsitz im Kanton Bern und gilt als Hauptwerk des bernischen Profanbaus im mittleren 17. Jahrhundert. Die Hauptfassade besitzt eine zweigeschossige Loggia aus Hausteinen, die von Seitenrisaliten flankiert ist, deren Sandsteingliederung einen orthogonalen Raster bildet. Dieser wird mittels kurzer Querfirste im hohen Walmdach zusätzlich betont.                      |
| ja   | Datei hochladen · Wikidata zu Statthalterhof (Q19362677)                      | Bauernhaus Statthalterhof KGS-Nr.: 09764           | A    | G   | Bleiken, Oberbleiken 402 615771 / 185140 | Das 1614 erbaute Bauernhaus ist ein massiver Blockbau mit aufgeständertem Stubengeschoss. Es zeichnet sich durch kräftige, zum Teil mit dreifachen Schlössern verbundene Schwellenhölzer und einfach konturierte, blockhafte Konsolen aus. An den Wohnteil angebaut ist ein Ökonomieteil mit firstparalleler Hocheinfahrt. |
| ja   | Datei hochladen · Wikidata zu Altes Schloss (Q29674225)                       | Altes Schloss KGS-Nr.: 01135                       | B    | G   | Schloss-Strasse 48 614294 / 187590       | 1546 erbautes Schloss mit älterem Kern, der Treppenturm stammt von 1669. Schmaler, lang gestreckter Bau unter Gerschilddach, der die Flucht der Ringmauer übernimmt und auf dieser aufsetzt. Das erhöhte Erdgeschoss ist teilweise massiv und besitzt eine Sandsteingliederung. Die darüber liegende, mit Schindeln verrandete Fachwerkkonstruktion kragt im Obergeschoss südseitig vor. |

## Übrige Baudenkmäler
Hinweis: Anstelle der KGS-Nummer wird als Objekt-Identifikator (ID) die Grundstücksnummer verwendet.
| ID     | Foto |                                                                              | Objekt                                            | Typ | Standort                                       | Beschreibung |
| ------ | ---- | ---------------------------------------------------------------------------- | ------------------------------------------------- | --- | ---------------------------------------------- | ------------ |
| 21     | BW   | Datei hochladen                                                              | Speicher (2. Hälfte 18. Jh.)                      | G   | Bleiken, Egglen 344a 616105 / 185643           |              |
| 30     | BW   | Datei hochladen                                                              | Alpstall (Ende 18. Jh.)                           | G   | Aeschlen, Aeschlenalpweg 43 616941 / 186164    |              |
| 50     | BW   | Datei hochladen                                                              | Speicher (um 1600)                                | G   | Bleiken, Niederbleiken 100a 614897 / 184792    |              |
| 51     | BW   | Datei hochladen                                                              | Bauernhaus (1757)                                 | G   | Aeschlen, Schloss-Strasse 139 615478 / 187348  |              |
| 53     | ja   | Datei hochladen · Wikidata zu Gemeindehaus (1921/22) (Q118225020)            | Gemeindehaus (1921/22)                            | G   | Gemeindeplatz 1 613756 / 187358                |              |
| 57     | ja   | Datei hochladen · Wikidata zu Geissbühlerhaus (Q118225268)                   | Geissbühlerhaus (um 1800)                         | G   | Kirchbühlstrasse 1 613960 / 187757             |              |
| 57     | ja   | Datei hochladen · Wikidata zu Primarschulhaus (Q118225307)                   | Primarschulhaus (1910/11)                         | G   | Schulhausstrasse 20 613987 / 187854            |              |
| 58     | ja   | Datei hochladen · Wikidata zu Ehemaliges Sekundarschulhaus (Q118228263)      | Ehemaliges Sekundarschulhaus (1905)               | G   | Mattenweg 2 613756 / 187459                    |              |
| 59     | ja   | Datei hochladen · Wikidata zu Pfarrhaus (Q118235250)                         | Pfarrhaus (1672)                                  | G   | Kirchstrasse 3 613804 / 187703                 |              |
| 59     | ja   | Datei hochladen · Wikidata zu Ehemaliges Pfrund-Ofenhaus (Q118248185)        | Ehemaliges Pfrund-Ofenhaus (17. Jh.)              | G   | Kirchstrasse 3a 613830 / 187713                |              |
| 59     | BW   | Datei hochladen                                                              | Stöckli (1825)                                    | G   | Aeschlen, Schloss-Strasse 124 615181 / 187231  |              |
| 59     | BW   | Datei hochladen                                                              | Bauernhaus (1700)                                 | G   | Aeschlen, Schloss-Strasse 125 615208 / 187269  |              |
| 59     | BW   | Datei hochladen                                                              | Speicher (1647)                                   | G   | Aeschlen, Schloss-Strasse 125a 615185 / 187251 |              |
| 59     | BW   | Datei hochladen                                                              | Speicher (1831)                                   | G   | Bleiken, Lindenhof 521a 614660 / 184369        |              |
| 60     | ja   | Datei hochladen · Wikidata zu Reformierte Kirche (1498/99) (Q116976548)      | Reformierte Kirche (1498/99)                      | G   | Burgdorfstrasse 6 613766 / 187682              |              |
| 68     | BW   | Datei hochladen                                                              | Speicher (1723)                                   | G   | Aeschlen, Aeschlenstrasse 3b 615553 / 187370   |              |
| 71     | BW   | Datei hochladen                                                              | Fellhaus (um 1880)                                | G   | Schloss-Strasse 10 613823 / 187592             |              |
| 72     | ja   | Datei hochladen · Wikidata zu Wohnhaus mit Scheune (Q118249171)              | Wohnhaus mit Scheune (1893/94)                    | G   | Schulhausstrasse 1 613916 / 187607             |              |
| 72     | ja   | Datei hochladen · Wikidata zu Ehemaliges Waschhaus (Q118250018)              | Ehemaliges Waschhaus (Ende 19. Jh.)               | G   | Schulhausstrasse 1a 613928 / 187593            |              |
| 76     | BW   | Datei hochladen                                                              | Speicher (17. Jh.)                                | G   | Bleiken, Niederbleiken 104a 614847 / 184725    |              |
| 96     | BW   | Datei hochladen                                                              | Speicher (16. Jh.)                                | G   | Aeschlen, Unterhausweg 10b 614775 / 186272     |              |
| 97 ff. | ja   | Datei hochladen · Wikidata zu Gasthof Löwen mit Dependance (Q118250332)      | Gasthof Löwen mit Dependance (1. Viertel 19. Jh.) | G   | Burgdorfstrasse 5, 7 613745 / 187673           |              |
| 104    | BW   | Datei hochladen                                                              | Speicher (Ende 18. Jh.)                           | G   | Aeschlen, Aeschlenstrasse 6b 615510 / 187238   |              |
| 108    | BW   | Datei hochladen                                                              | Bauernhaus (1753)                                 | G   | Bleiken, Niederbleiken 102 614959 / 184781     |              |
| 131    | ja   | Datei hochladen                                                              | Baumann-Zuber-Haus (1831)                         | G   | Burgdorfstrasse 2 613746 / 187613              |              |
| 134    | BW   | Datei hochladen                                                              | Bauernhaus (1673)                                 | G   | Bleiken, Egglen 347 616105 / 185675            |              |
| 140    | BW   | Datei hochladen                                                              | Speicher (1687)                                   | G   | Aeschlen, Unterhausweg 9a 614789 / 186388      |              |
| 147    | ja   | Datei hochladen · Wikidata zu Wohnhaus (18./19. Jh.) (Q118271056)            | Wohnhaus (18./19. Jh.)                            | G   | Kirchstrasse 15 613889 / 187680                |              |
| 156    | BW   | Datei hochladen                                                              | Ofenhaus-Stöckli mit Speicher (1819)              | G   | Lindenstrasse 71 614395 / 186964               |              |
| 171    | BW   | Datei hochladen                                                              | Speicher (Ende 18. Jh.)                           | G   | Haslifeldweg 9a 614154 / 188500                |              |
| 182    | ja   | Datei hochladen · Wikidata zu Sattlerstock (Q118279053)                      | Sattlerstock (1822)                               | G   | Haubenstrasse 2 613636 / 187633                |              |
| 210    | ja   | Datei hochladen · Wikidata zu Ehemaliges Bauern- und Krämerhaus (Q118279259) | Ehemaliges Bauern- und Krämerhaus (1768)          | G   | Kirchstrasse 5 613836 / 187682                 |              |
| 211    | BW   | Datei hochladen                                                              | Ofenhaus (1731)                                   | G   | Bleiken, Oberbleiken 402a 615802 / 185160      |              |
| 214    | BW   | Datei hochladen                                                              | Speicher (1589)                                   | G   | Aeschlen, Unterhausweg 11a 614839 / 186324     |              |
| 263    | ja   | Datei hochladen · Wikidata zu Wohnhaus (um 1900) (Q118279342)                | Wohnhaus (um 1900)                                | G   | Burgdorfstrasse 21 613771 / 187862             |              |
| 282    | BW   | Datei hochladen                                                              | Brunnen (1831)                                    | K   | Kirchstrasse N.N. 613847 / 187667              |              |
| 287    | BW   | Datei hochladen                                                              | Brunnen (2. Viertel 19. Jh.)                      | K   | Thunstrasse N.N. 613756 / 187553               |              |
| 288    | ja   | Datei hochladen · Wikidata zu Gerbestock (Q118280513)                        | Gerbestock (1827)                                 | G   | Schulhausstrasse 5 613910 / 187690             |              |
| 308    | ja   | Datei hochladen · Wikidata zu Wohnstock (1846/47) (Q118282982)               | Wohnstock (1846/47)                               | G   | Thunstrasse 10 613708 / 187485                 |              |
| 357    | BW   | Datei hochladen                                                              | Stöckli (1832)                                    | G   | Hohlenhausweg 20 614158 / 186907               |              |
| 368    | BW   | Datei hochladen                                                              | Alte Schmiede (1740)                              | G   | Schloss-Strasse 24 613928 / 187570             |              |
| 380    | BW   | Datei hochladen                                                              | Wohn- und Gewerbehaus (16./17. Jh.)               | G   | Schloss-Strasse 9 613807 / 187623              |              |
| 381    | BW   | Datei hochladen                                                              | Gasthof zum Bären (1868)                          | G   | Thunstrasse 5 613745 / 187528                  |              |
| 381    | BW   | Datei hochladen                                                              | Gartenhalle (um 1900)                             | G   | Thunstrasse 5b 613771 / 187538                 |              |
| 422    | BW   | Datei hochladen                                                              | Bauernhaus (1820/21)                              | G   | Schlupf 120 613765 / 188836                    |              |
| 422    | BW   | Datei hochladen                                                              | Wohnstock (1827)                                  | G   | Schlupf 121 613689 / 188840                    |              |
| 439    | BW   | Datei hochladen                                                              | Restaurant zum Sternen (1839)                     | G   | Burgdorfstrasse 17 613762 / 187802             |              |
| 441    | BW   | Datei hochladen                                                              | Villa (1904)                                      | G   | Schloss-Strasse 6 613802 / 187557              |              |
| 442    | ja   | Datei hochladen · Wikidata zu Ofenhaus-Speicher (Q118284089)                 | Ofenhaus-Speicher (1769)                          | G   | Mattenweg 17a 613861 / 187502                  |              |
| 458    | ja   | Datei hochladen · Wikidata zu Villa (Q118288152)                             | Villa (1925)                                      | G   | Krankenhausstrasse 20 613898 / 187317          |              |
| 486    | BW   | Datei hochladen                                                              | Speicher (3. Drittel 18. Jh.)                     | G   | Hasli 110a 614199 / 189521                     |              |
| 513    | BW   | Datei hochladen                                                              | Wohn- und Geschäftshaus (1796)                    | G   | Thunstrasse 4 613723 / 187551                  |              |
| 515    | ja   | Datei hochladen · Wikidata zu Wohnhaus (1834) (Q118304319)                   | Wohnhaus (1834)                                   | G   | Kirchstrasse 13 613870 / 187682                |              |
| 520    | BW   | Datei hochladen                                                              | Wohnhaus (1771)                                   | G   | Burgdorfstrasse 43 613753 / 188430             |              |
| 521    | ja   | Datei hochladen · Wikidata zu Wohnhaus (um 1896) (Q118304369)                | Wohnhaus (um 1896)                                | G   | Burgdorfstrasse 11 613751 / 187729             |              |
| 533    | BW   | Datei hochladen                                                              | Pavillon (2. Hälfte 17. Jh.)                      | G   | Schloss-Strasse 50a 614266 / 187564            |              |
| 533    | BW   | Datei hochladen                                                              | Pavillon (2. Hälfte 17. Jh.)                      | G   | Schloss-Strasse 50b 614263 / 187538            |              |
| 583    | BW   | Datei hochladen                                                              | Speicher (Mitte 18. Jh.)                          | G   | Haubenstrasse 14b 613337 / 187469              |              |
| 864    | BW   | Datei hochladen                                                              | Scheune mit Speicher (2. Hälfte 18. Jh.)          | G   | Lindenstrasse 24a 614052 / 187125              |              |
| 866    | BW   | Datei hochladen                                                              | Ehemaliges Kornhaus (um 1620)                     | G   | Schloss-Strasse 44 614205 / 187601             |              |
| 866    | ja   | Datei hochladen · Wikidata zu Torturm (Q118305595)                           | Torturm (16. Jh.)                                 | G   | Schloss-Strasse 44a 614221 / 187599            |              |
| 866    | BW   | Datei hochladen                                                              | Scheune (1567)                                    | G   | Schloss-Strasse 46 614249 / 187591             |              |
| 866    | BW   | Datei hochladen                                                              | Ofenhaus (16./17. Jh.)                            | G   | Schloss-Strasse 48b 614317 / 187587            |              |
| 866    | ja   | Datei hochladen · Wikidata zu Mittlere Mühle (Q118313853)                    | Mittlere Mühle (16. Jh.)                          | G   | Schloss-Strasse 52 614327 / 187592             |              |
| 866    | BW   | Datei hochladen                                                              | Taubenhaus (17. Jh.)                              | G   | Schloss-Strasse 52a 614330 / 187580            |              |
| 867    | BW   | Datei hochladen                                                              | Bauernhaus (2. Hälfte 17. Jh.)                    | G   | Sandacker 40 614429 / 187127                   |              |
| 1048   | BW   | Datei hochladen                                                              | Stöckli (1812)                                    | G   | Freimettigenstrasse 46 614211 / 188296         |              |
| 1338   | BW   | Datei hochladen                                                              | Bauernhaus (17. Jh.)                              | G   | Hohlenhausweg 18 614192 / 186934               |              |